# Sakti (città)
Sakti è una suddivisione dell'India, classificata come nagar panchayat, di 20.225 abitanti, situata nel distretto di Janjgir-Champa, nello stato federato del Chhattisgarh. In base al numero di abitanti la città rientra nella classe III (da 20.000 a 49.999 persone).

## Geografia fisica
La città è situata a 22° 1' 60 N e 82° 58' 0 E e ha un'altitudine di 236 m s.l.m..

## Società

### Evoluzione demografica
Al censimento del 2001 la popolazione di Sakti assommava a 20.225 persone, delle quali 10.383 maschi e 9.842 femmine. I bambini di età inferiore o uguale ai sei anni assommavano a 2.631, dei quali 1.422 maschi e 1.209 femmine. Infine, coloro che erano in grado di saper almeno leggere e scrivere erano 14.209, dei quali 8.174 maschi e 6.035 femmine.